# Власичев, Андрей Владимирович
Андрей Владимирович Власичев (27 января 1981, Ош) — узбекистанский и киргизский футболист, полузащитник, тренер. Выступал за сборную Узбекистана.

## Биография

### Клубная карьера
Воспитанник ДЮСШ города Джизак. В 17-летнем возрасте дебютировал на взрослом уровне в чемпионате Кыргызстана в составе клуба «Жаштык-Ак-Алтын», а с 18 лет играл в высшей лиге Узбекистана за «Согдиану».
В 2000 году в составе «Дустлика» стал чемпионом и обладателем Кубка Узбекистана, однако не был основным игроком клуба, сыграв за сезон только 7 матчей. В 2001 году перешёл в «Пахтакор», с которым завоевал серебряные награды чемпионата, а в 2002 году стал чемпионом Узбекистана, также в эти годы стал двукратным обладателем Кубка.
В 2003 году перешёл в российскую «Балтику», выступавшую в первом дивизионе, сыграл 14 матчей и забил 2 гола, однако в большинстве матчей выходил на замены.
В 2005—2006 годах играл в высшей лиге Казахстана за «Ордабасы», за полтора сезона сыграл 30 матчей и забил один гол — 25 мая 2005 года в ворота «Востока». Также забил два гола в матчах Кубка Казахстана.
Во второй половине карьеры играл за команды — середняки и аутсайдеры чемпионата Узбекистана. Завершил профессиональную карьеру в 2013 году.
Всего в высшей лиге Узбекистана сыграл 171 матч и забил 12 голов.

### Карьера в сборной
Дебютный матч за национальную сборную Узбекистана сыграл 26 июня 2001 года против Индии. Всего за сборную сыграл в 2001—2003 годах 11 матчей, не забив ни одного гола, из них 9 матчей провёл в 2001 году и по одному — в двух последующих.

### Карьера тренера
В 2015 году возглавлял киргизский клуб «Алай», и привёл команду к победе в чемпионате.

## Личная жизнь
Отец Владимир Власичев (род. 1955) в прошлом футболист, позднее — тренер. Брат Анатолий (род. 1988) — футболист сборной Кыргызстана.